# Lipocosma intermedialis
Lipocosma intermedialis is een vlinder uit de familie van de grasmotten (Crambidae). De wetenschappelijke naam van de soort is voor het eerst gepubliceerd in 1912 door William Barnes en James Halliday McDunnough.
De soort komt voor in de Verenigde Staten.